# Cómplices del silencio
Cómplices del silencio (en italià Complici del silenzio) és una pel·lícula coproduïda per l'Argentina, Espanya i Itàlia dirigida per Stefano Incerti sobre llibre original de Rocco Oppedisano i guió de Rocco Oppedisano i Stefano Incerti, amb la col·laboració d'Eugenio Melloni. Els seus principals protagonistes són Alessio Boni, Giuseppe Battison, Jorge Marrale, Juan Leyrado, Florencia Raggi i Rita Terranova i va ser estrenada el 17 d'abril de 2009 a Itàlia i el 17 de juny de 2010 a l'Argentina.

## Sinopsi
Durant la disputa de la Copa del Món de Futbol de 1978, Maurizio, un periodista italià, arriba a Buenos Aires per a cobrir l'esdeveniment i conèixer als seus familiars que van emigrar en el passat. Mentre fa el seu treball coneixerà a Ana, militant montonera d'arma a la mà i aquesta relació, al principi amistosa i després apassionada, li fa descobrir els horrors sobre els quals es dona suport al govern militar i provoca que sigui detingut, sospitós de pertànyer a la cèl·lula en la qual milita Ana, i colpejat brutalment.

## Repartiment
Hi van intervenir els següents intèrprets:
- Alessio Boni... Maurizio Gallo
- Giuseppe Battiston... Ugo Ramponi
- Jorge Marrale... Maurizio Gallo (pare)
- Juan Leyrado... Pablo Pere
- Florencia Raggi... Ana Ramírez
- Rita Terranova... Teresa Gallo
- Tomás Fonzi... Carlos Gallo
- Daniele Tedeschi... Ambaixador d'Itàlia
- Víctor Hugo Carrizo... Sergent
- Rodrigo Pedreira
- Fabián Arenillas
- Diego Gentile
- Renato Quattordio

## Crítiques
La crònica d’Adolfo C. Martínez per La Nación destaca la gran força dramàtica de la pel·lícula i com a través d'ella va descobrint un patètic quadre en el qual no sols la força militar és culpable, sinó que dins de l'àmbit familiar hi ha també personatges ocults que traeix als seus éssers més afins. Respecte de l'elenc assenyala que tant Alessio Boni com Florencia Raggi, Jorge Marrale i Giuseppe Battiston van saber representar amb autenticitat als seus respectius personatges.
Horaci Bernades, per a Página/12 va assenyalar que el Mundial de 1978 –amb la seva flagrant oposició entre fastos i festejos oficials i l'horror, tortura i mort de la realitat– va ser vist reiteradament al cinema de les últimes dècades. La idea del sinistre familiar, present a Cordero de Dios, reapareix també aquí en la figura d'un funcionari de la dictadura vinculat amb la repressió, encarnat per Leyrado que no farà cap gestió quan segresta el seu cunyat un grup de tasques. És possible que pel públic estranger tot això representi una novetat però no per a l'espectador local, i com en termes estrictament cinematogràfics tampoc hi ha novetats aquí, els mèrits es redueixen al digne sorteig del cocoliche per part d'actors locals –que van tenir un mes d'estudi d'italià previ a la filmació- a qui els toca parlar en aquest idioma, i a una visceral actuació de Jorge Marrale, en el paper de pare desesperat per la desaparició del seu fill.